# Fragtime
Fragtime (フラグタイム?, Furagutaimu) è un manga yuri di Sato. È stato inizialmente serializzato online, tra il 2013 e il 2014, sul sito web Manga Cross, appartenente alla casa editrice Akita Shoten, per poi essere raccolto in due volumi tankōbon, pubblicati nel 2014.
Il manga è stato successivamente adattato in un OAV realizzato dagli studi d'animazione Tear Studio ed Earth Fish Studio e distribuito il 22 novembre 2019 in Giappone.

## Trama
Sin da quando ne ha memoria Misuzu Moritani, una timida liceale giapponese, è in possesso di un'abilità sovrumana: ha infatti la capacità di fermare lo scorrere del tempo per tre minuti esatti, una volta al giorno. Nonostante il suo sia un potere notevole, Misuzu ne fa abuso, sprecandolo per uscire da situazioni che le provocano ansia e in cui non si sente a suo agio, in particolare le interazioni sociali con i suoi compagni di classe, o un qualsiasi discorso che la veda come protagonista della discussione.
Durante i suoi tre minuti di pace, Misuzu si prende del tempo per uscire dall'aula e osservare gli studenti della sua scuola; la sua attenzione viene specialmente attirata dalla popolare Haruka Murakami, compagna di classe di Misuzu e famosa tra gli studenti per la sua bellezza senza eguali. Presa dall'infatuazione, Misuzu si avvicina ad Haruka prima dello scadere dei tre minuti e, accovacciandosi davanti a quest'ultima, le alza la gonna per sbirciare la sua biancheria intima.
La sua pace viene bruscamente compromessa quando, proprio a causa di questo avvenimento, Misuzu scopre che Haruka è in realtà immune al suo potere ed è in grado di muoversi nonostante il tempo si sia fermato. Haruka rimane sbigottita da ciò che ha provato a fare Misuzu, ma decide di usare questa situazione a suo vantaggio, obbligando Misuzu a farle un favore e iniziando poco a poco ad entrare a far parte della sua quotidianità.

## Personaggi
Misuzu Moritani (森谷 美鈴?, Moritani Misuzu)
Moritani è una studentessa giapponese del liceo, dai capelli scuri e gli occhi marroni. Il suo comportamento è fortemente influenzato dalla sua ansia sociale, che non le permette di vivere alcun tipo di scenario scolastico in tranquillità: per questo motivo Misuzu utilizza il suo potere per fuggire alle situazioni che le provocano ansia, rifugiandosi nel cortile della scuola per prendere una boccata d'aria e passando il tempo a studiare l'atteggiamento dei suoi compagni. La sua fuga dalla realtà viene intaccata da Haruka, dalla quale imparerà nel corso della serie a far fronte alla sua paura nel socializzare. È doppiata in lingua originale da Miku Īto.
Haruka Murakami (村上 遥?, Murakami Haruka)
Haruka Murakami è una studentessa e compagna di classe di Misuzu, popolare tra gli allievi per la sua rinomata bellezza e la sua gentilezza, che la portano ad aiutare chiunque sia in difficoltà in classe. Murakami ha i capelli lunghi e scuri, gli occhi celesti e di statura è leggermente più alta della media, motivo per cui molte persone la scambiano per una modella. Quando scopre il potere di Misuzu beccandola mentre quest'ultima prova ad alzarle la gonna, approfitta della situazione, ricattandola e dicendole che "sarebbe un guaio se le altre ragazze scoprissero che tipo di persona è Moritani". Haruka vive per compiacere le persone, crede che agli altri non interessi davvero ciò che lei è veramente, preferisce vivere dietro una maschera da ragazza altruista piuttosto che essere sé stessa ma non venire mai amata. Grazie a Misuzu imparerà a mettere al primo posto la sua persona, comprendendo il fatto che ci sarà sempre qualcuno pronto a volerle bene. È doppiata in lingua originale da Yume Miyamoto

## Media

### Manga
Il manga è stato scritto e disegnato da Sato ed è stato pubblicato nel 2014 dalla casa editrice Akita Shoten. È stato raccolto in due volumi tankōbon.
| Nº | Data di prima pubblicazione | Data di prima pubblicazione | Data di prima pubblicazione |
| Nº | Giapponese                  | Giapponese                  |                             |
| -- | --------------------------- | --------------------------- | --------------------------- |
| 1  | 7 marzo 2014                | ISBN 978-4-253-13253-4      |                             |
| 2  | 7 novembre 2014             | ISBN 978-4-253-13254-1      |                             |